# Armand Toussaint
François-Christophe-Armand Toussaint (Parigi, 7 aprile 1806 – Parigi, 24 maggio 1862) è stato uno scultore francese.

## Biografia
Armand Toussaint era il figlio di un fabbro. Entrato alla scuola di belle arti di Parigi nel 1827, fu uno studente dello scultore David d'Angers. Nel 1832, arrivò al secondo posto per il concorso del premio di Roma con un'opera sul tema della morte di Capaneo presso le mura di Tebe.
Egli espose al Salone dell'Accademia tra il 1836 e il 1850, vincendo una medaglia di terza classe nel 1839 e una di seconda classe nel 1847. Divenne un professore di scultura alla scuola di belle arti parigina. Nel 1852 venne nominato cavaliere della Legione d'onore.
Morì nella sua abitazione parigina, in rue de Bellefond, il 24 maggio del 1862, e venne sepolto al cimitero di Montmartre a Parigi (nella ventitreesima divisione). I suoi studenti gli resero omaggio facendo realizzare a uno di loro, Charles Gumery, un medaglione in bronzo per il suo monumento funebre. L'originale in gesso è conservato al museo Camille Claudel di Nogent-sur-Seine.

## Opere

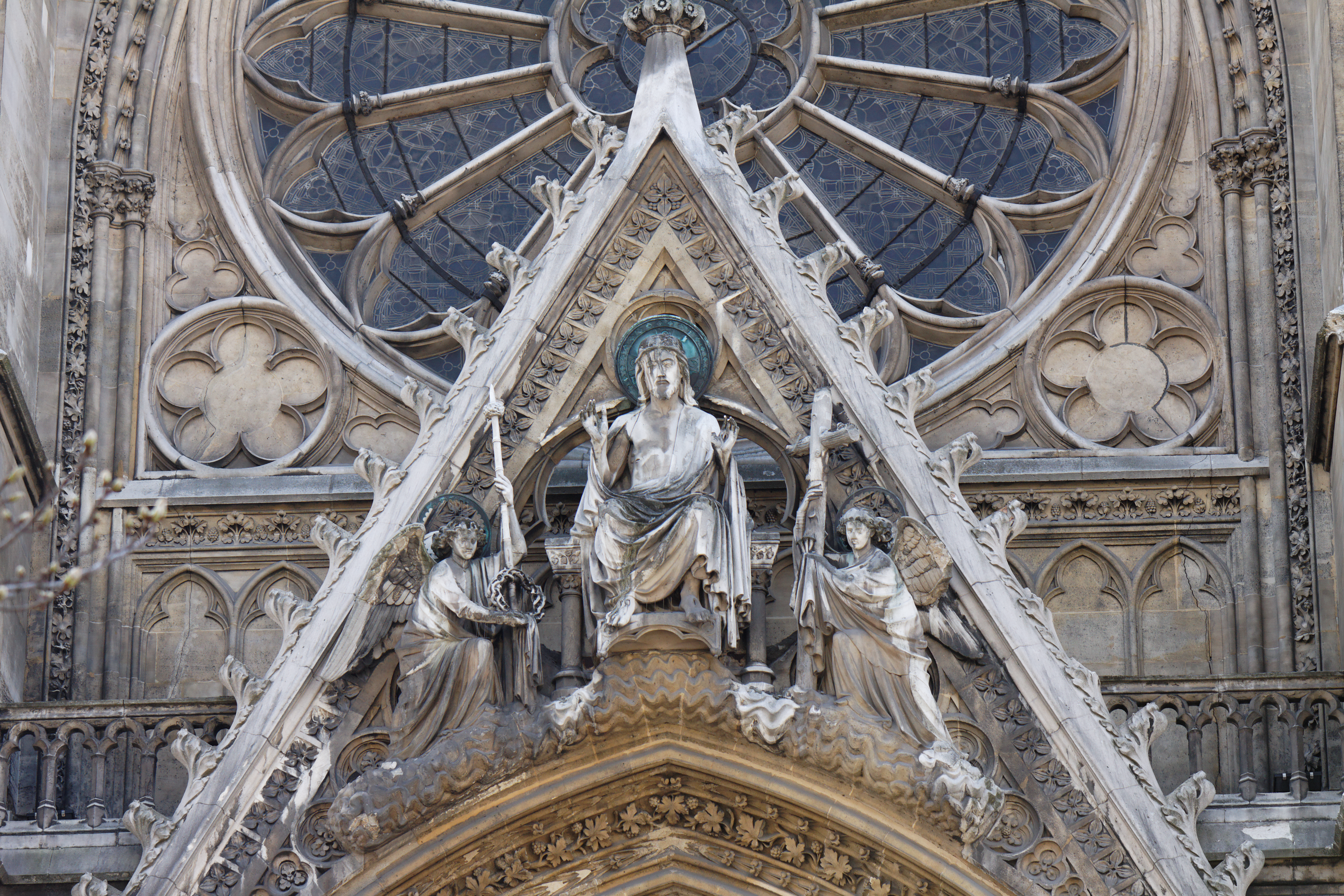
Cristo in gloria circondato dagli angeli, Parigi, basilica delle Sante Clotilde e Valeria

- Perséphone, 1840, statua in bronzo, giardini Holcomb di Indianapolis. Venne fusa dagli stabilimenti Graux-Marly a Parigi. Posta in origine a Chicago, venne acquistata da J.L. Holcomb nel 1850.
- Marseille accueillant les peuples océaniens, bassorilievo, balcone d'onore del palazzo della Borsa a Marsiglia.
- Buste di David d’Angers come Ermes, marmo, museo di belle arti di Angers.[6]
- Molière, 2 m, statua in gesso, municipio di Montrouge. Una copia di questa statua orna la place Émile-Cresp a Montrouge.
- Le Génie de la Force, 1857, la Forza è rappresentata come un bambino, Parigi, palazzo del Louvre, ala Daru.[7][8]
- Libéral Bruand, 1856, statua in pietra, Paris, palazzo del Louvre, facciata dell'ala di ritorno Mollien.[9]
- Cristo in gloria circondato dagli angeli, altorilievo in pietra, Parigi, basilica delle Sante Clotilde e Valeria, grande frontone centrale del portale. Toussaint realizzò anche un Cristo in croce all'altezza di un portale.[2]
- Un esclave indien portant une torche e Une esclave indienne portant une torche, coppia di statuette di gesso, Salone del 1847. Tradotte nel bronzo da Ferdinand Barbedienne e i fonditori Graux-Marly.
- Monumento a Jean-Étienne Esquirol, 1861, bronzo, il medico alienista è seduto, indossa un mantello e scrive, Saint-Maurice, ospedale Esquirol.[10]

## Restauri
- Cattedrale di Notre-Dame di Parigi: nel 1850 circa, Armand Toussaint intervenne a Notre-Dame di Parigi, assieme agli scultori Jules Cavelier, Alexis-Hyppolite Fromanger, Jean-Louis Chenillion, sotto la direzione di Adolphe-Victor Geoffroy-Dechaume, per la ricreazione delle statue distrutte durante la rivoluzione, inclusa una statua di san Marcello che schiaccia il dragone, il quale rappresenta i flagelli che affliggono la sua diocesi, sul trumeau del portale di Sant'Anna.
- Cattedrale di San Gaziano di Tours: restauro delle sculture dei tre portali della facciata ovest, in collaborazione con l'architetto diocesano Gustave Guérin.[11]
- Restauro nel 1851 delle statuette della Legge e della Giustizia che delimitano il quadrante della sala "des pas-perdus" del palazzo di Giustizia di Parigi, sulla base degli originali di Germain Pilon.[2][12]

## Galleria d'immagini

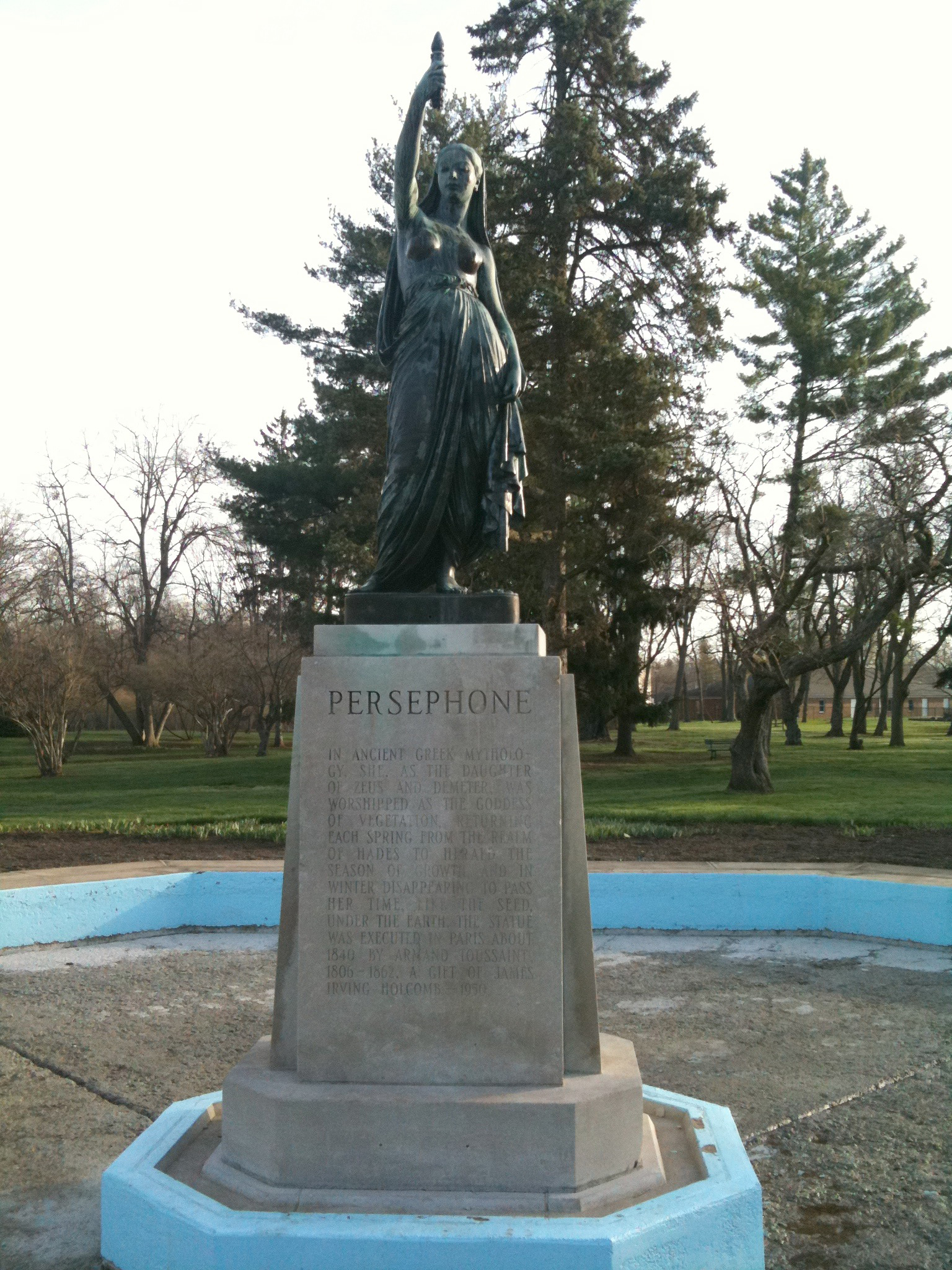
Perséphone (1840), Indianapolis, giardini Holcomb
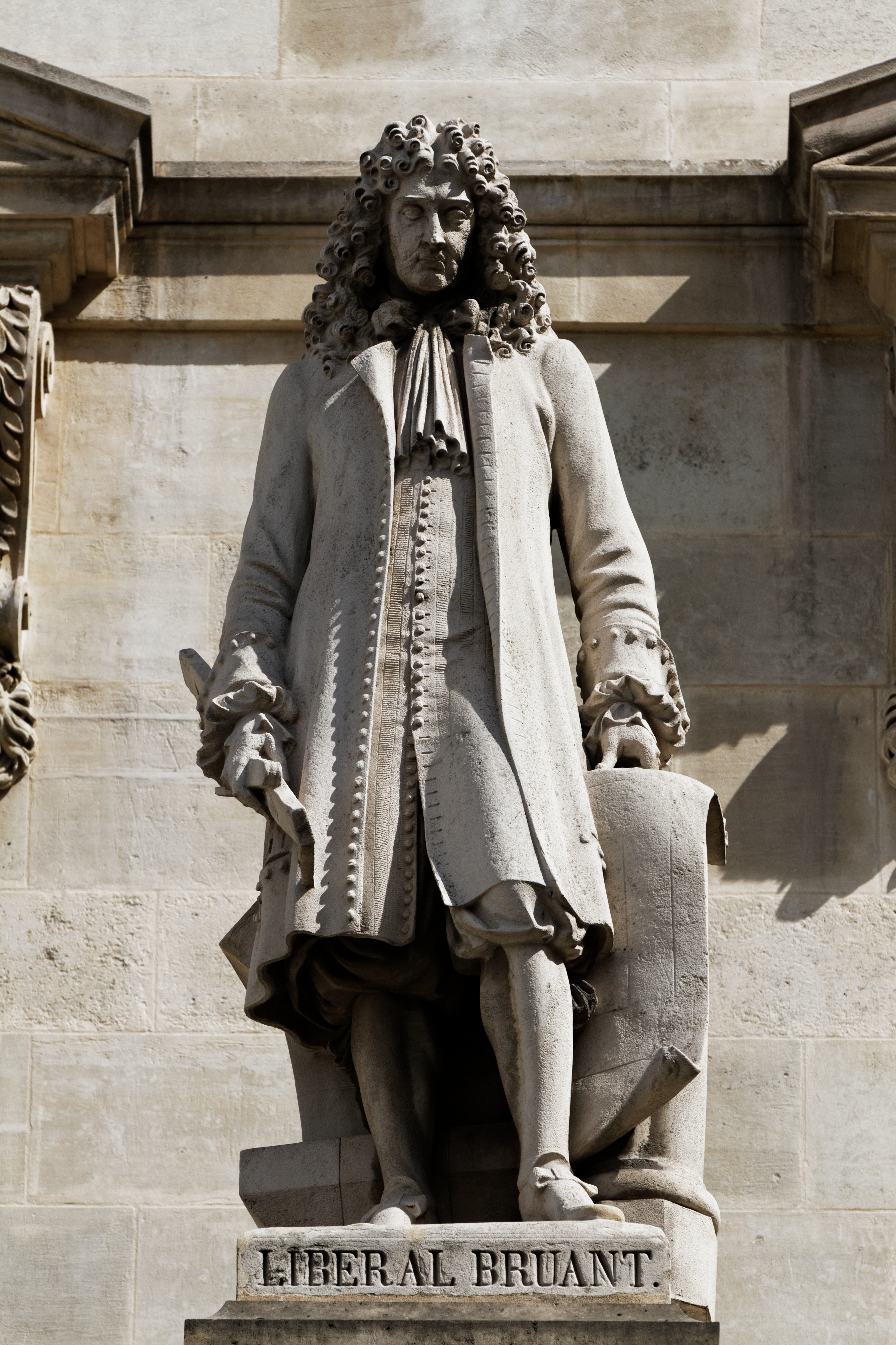
Libéral Bruand (1856), Parigi, palazzo del Louvre
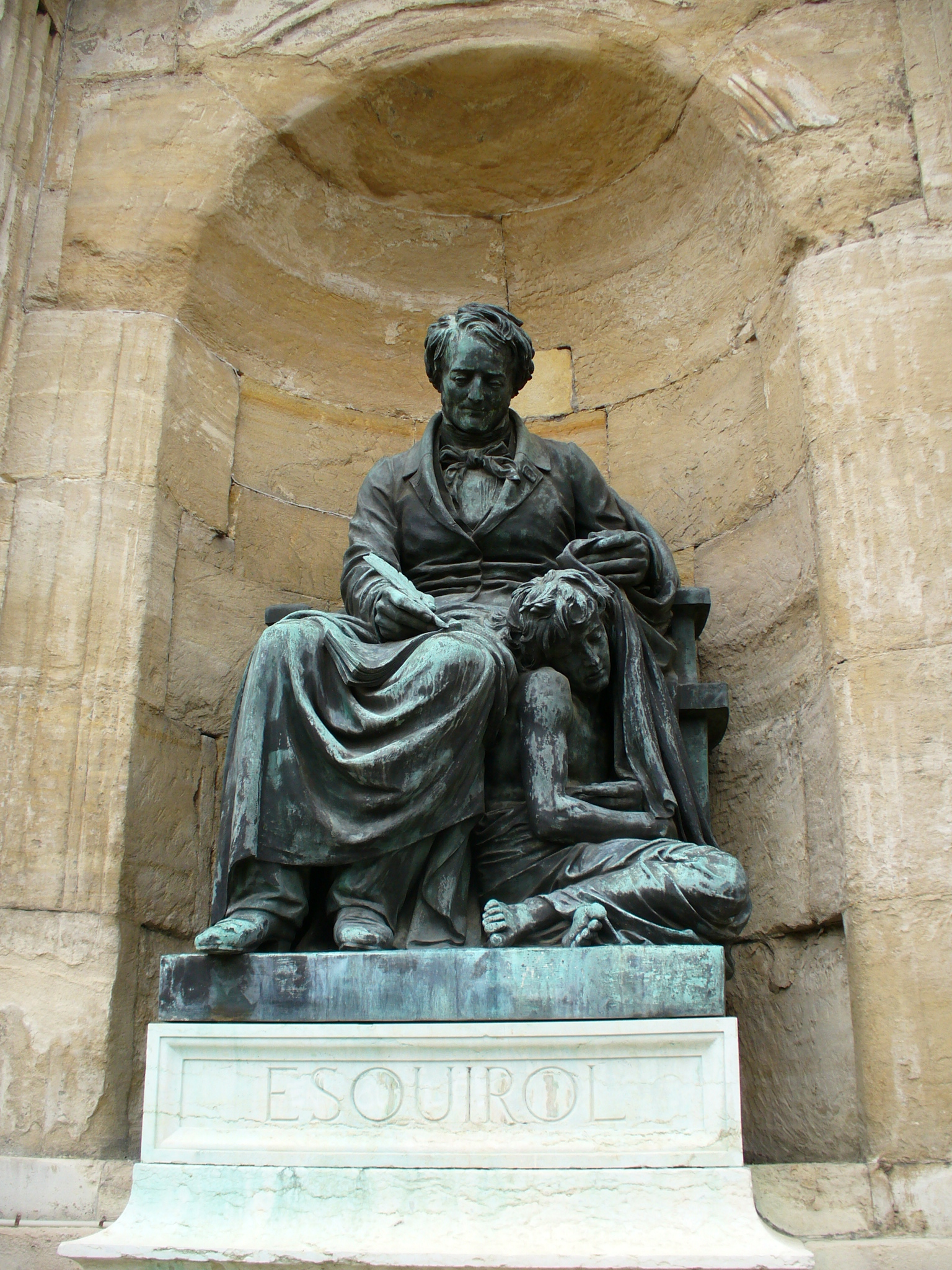
Monumento a Jean-Étienne Esquirol (1861), Saint-Maurice, ospedale Esquirol
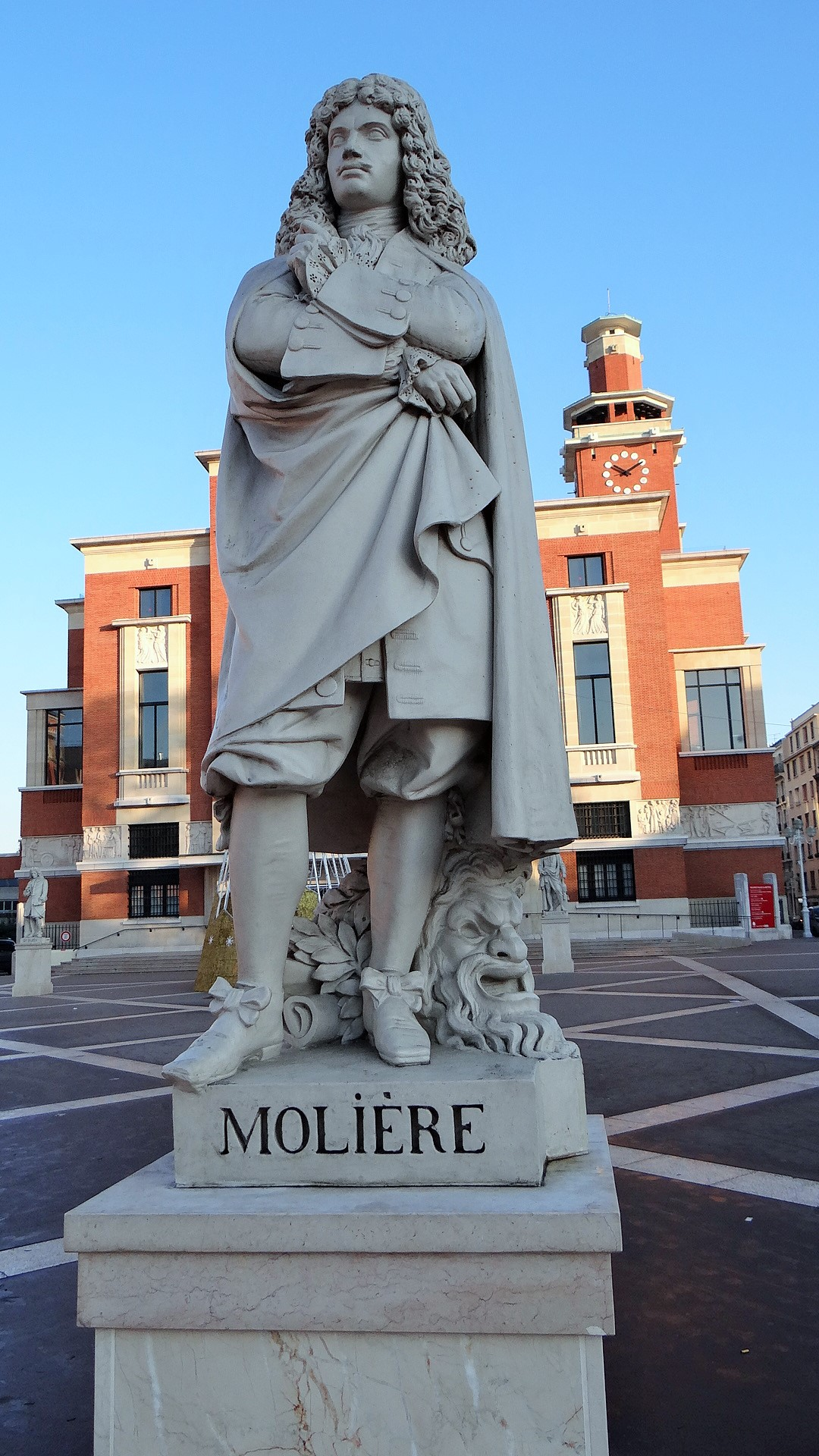
Molière, copia dal gesso originale, Montrouge, place Émile-Cresp